# السا لنچستر
السا لنچستر (انگلیسی: Elsa Lanchester؛ ۲۸ اکتبر ۱۹۰۲ – ۲۶ دسامبر ۱۹۸۶) هنرپیشه اهل بریتانیا بود.

## فیلم‌شناسی
از فیلم‌ها یا برنامه‌های تلویزیونی که وی در آن نقش داشته است می‌توان به مری پاپینز، به اصطبل بیا، لسی به خانه بر می‌گردد، عروس فرانکشتاین، ناتالی و من، گربه جاسوس، دیوید کاپرفیلد، خیابان راز، باد آورده را باد می‌برد و پارتی شبانه دخترها اشاره کرد.